# Katarzyna Berenika Miszczuk
Katarzyna Berenika Miszczuk, wł. Katarzyna Berenika Zając (ur. 2 września 1988 w Warszawie) – polska pisarka, wydawczyni i scenarzystka, lekarka, specjalistka medycyny rodzinnej.

## Życiorys
Pierwszą powieść Wilk napisała w wieku 15 lat, trzy lata później opublikowało ją wydawnictwo Muza. Jej kolejną powieść Wilczyca, za którą autorka została nominowana w 2009 roku do Nagrody Nautilus, wydało wydawnictwo Egmont Polska. Od 2010 roku związana z wydawnictwem W.A.B. oraz Uroboros, będącymi od 2013 roku częścią Grupy Wydawniczej Foksal.
W 2020 roku jej powieść Ja, diablica została wydana przez rosyjską oficynę Eksmo. W 2021 Eksmo wydało jej dwie kolejne książki – drugi tom cyklu Ja, anielica oraz powieść Szeptucha.
Od 2022 roku razem ze wspólniczką Agnieszką Trzeszkowską-Berezą prowadzi Wydawnictwo Mięta. Oficyna wydaje i promuje polską literaturę rozrywkową dla dorosłych oraz literaturę dla dzieci i młodzieży.
W roku 2013 ukończyła Warszawski Uniwersytet Medyczny. Studiowała na drugim wydziale lekarskim. Od 2014 pozostaje aktywna zawodowo jako lekarka rodzinna. Mieszka w Warszawie z mężem i dwoma synami.

## Nagrody
- w 2017 roku powieść Szeptucha otrzymała tytuł Najlepszej Powieści Roku 2016 w kategorii literatura fantasy portalu lubimyczytać.pl[3][4][5].
- w 2018 roku powieść Żerca otrzymała tytuł Najlepszej Powieści Roku 2017 w kategorii literatura fantasy portalu lubimyczytać.pl[3][4].
- w 2019 roku powieść Przesilenie otrzymała tytuł Najlepszej Powieści Roku 2018 w kategorii literatura fantasy portalu lubimyczytać.pl[4]
- w 2020 roku powieść Jaga otrzymała tytuł Najlepszej Powieści Roku 2019 w kategorii literatura fantasy portalu lubimyczytac.pl[4]
- w 2021 roku audiobook Ja, ocalona otrzymała pierwsze miejsce w kategorii Najlepszy Audiobook Lektorski Pozaświaty Plebiscytu Best Audio Empik Go[6].
- W 2023 roku - audiobook Tajemnica Dąbrówki otrzymał tytuł Najlepsza produkcja audio w BEST AUDIO Empik Go 2023, w kategorii „Audiobook: dziecięce historie”. Audiobook czyta Jagoda Małyszek.[7]
- W 2023 roku - powieść Tajemnica Dąbrówki otrzymała Nagrodę Główną w kategorii KSIĄŻKI DLA DZIECI W WIEKU 8-17 w XXI edycji konkursu „Świat Przyjazny Dziecku”, zorganizowanego przez Komitet Ochrony Praw Dziecka.[7]

## Publikacje

### Powieści
- Seria Margo Cook:
  - Wilk (Muza SA 2006[8], Wydawnictwo W.A.B. 2013[9])
  - Wilczyca (Egmont Polska 2009[10], Wydawnictwo W.A.B. 2013[11])
- Seria diabelsko-anielska:
  - Ja, diablica (Wydawnictwo W.A.B. 2010)[12]
  - Ja, anielica (Wydawnictwo W.A.B. 2011)[13]
  - Ja, potępiona (Wydawnictwo W.A.B. 2012)[14]
  - Ja, ocalona (Wydawnictwo W.A.B. 2020)[15]
- Druga szansa (Uroboros 2013)[16]
- Gwiezdny Wojownik: działko, szlafrok i księżniczka (Uroboros 2014)[17]
- Pustułka (Wydawnictwo W.A.B. 2015)[18]; powieść kryminalna
  - Seria Kwiat paproci:
    - Szeptucha (Wydawnictwo W.A.B. 2016)[19]
    - Noc Kupały (Wydawnictwo W.A.B. 2016)[20]
    - Żerca (Wydawnictwo W.A.B. 2017)[21]
    - Przesilenie (Wydawnictwo W.A.B. 2018)[22]
    - Jaga (Wydawnictwo W.A.B. 2019)[23]
    - Gniewa (Wydawnictwo Mięta 2022)
    - Mszczuj (Wydawnictwo Mięta 2024)
    - Swarożyc (Wydawnictwo Mięta 2025)[24]

- Seria W lekarskim fartuchu:
  - Obsesja (Wydawnictwo W.A.B. 2017)[25]
  - Paranoja (Wydawnictwo W.A.B. 2018)[26]
- Ja cię kocham, a ty miau (Wydawnictwo W.A.B. 2020)[27]; komedia kryminalna
- Seria Klub Kwiatu Paproci, seria dla dzieci:
  - Tajemnica Domu w Bielinach (Wydawnictwo Wilga 2021)
  - Tajemnica Dąbrówki (Wydawnictwo Mięta 2022)[7]
  - Tajemnica Ognia (Wydawnictwo Mięta 2023)
  - ￼Tajemnica nauczycielki (2024)[2]

- Seria Ewa i Adam
  - Kuszenie (Wydawnictwo Mięta 2024)[2]

### Opowiadania
- Czerwona chustka (wchodzące w skład kalendarza pt. Sekretnik Szeptuchy. Co każda Słowianka wiedzieć powinna, Wydawnictwo W.A.B. 2017)
- Czterej bracia (wchodzące w skład kalendarza pt. Sekretnik Szeptuchy. Co każda Słowianka wiedzieć powinna, Wydawnictwo W.A.B. 2017)
- Syrenka (wchodzące w skład antologii Zabójczy pocisk. Polska krew, Wydawnictwo Skarpa Warszawska 2018)
- Rendez-vous z duchem (wchodzące w skład antologii Pierwsza miłość, Wydawnictwo Czwarta Strona 2019)
- Pnącze dusz (wchodzące w skład antologii Porozmawiajmy o... pierwszej miłości Wydawnictwo Filia 2019)
- Pocałunek pod jemiołą (wchodzące w skład antologii Niegrzeczne Święta Wydawnictwo Kobiece 2020)
- Gdzie Mikołaj nie może... tam diabła pośle (wchodzące w skład antologii Wigilijne opowieści Wydawnictwo W.A.B. 2020)
- Przyprawy (wchodzące w skład antologii Gorąca gwiazdka Wydawnictwo W.A.B. 2020)
- Eliksir (wchodzące w skład antologii Gorące sekrety Wydawnictwo W.A.B. 2021)
- Noc nas tu zastanie (wchodzące w skład antologii Kwiat paproci i inne legendy słowiańskie Wydawnictwo Mięta 2024)

## Scenariusze
- Serial Znaki, odcinki 12 i 13[28]

## Ekranizacje i adaptacje
- 2021 Otwórz oczy – sześcioodcinkowy serial w reżyserii Anny Jadowskiej oraz Adriana Panka. Wyprodukowany dla platformy Netflix przez Mediabrigade na podstawie powieści Druga szansa (2013). Serial jest dostępny globalnie w kilku językach, okazał się dużym sukcesem na polskim netflixie.